# Campionat d'Espanya de trial 1994
La temporada de 1994 del Campionat d'Espanya de trial fou la 27a edició d'aquest campionat, organitzat per la Reial Federació Motociclista Espanyola. El calendari oficial constava de 8 proves puntuables.

## Classificació final
Font:
| Posició | Pilot                | Motocicleta | Punts |
| ------- | -------------------- | ----------- | ----- |
| 1       | Jordi Tarrés         | Gas Gas     | 152   |
| 2       | Joan Pons            | Gas Gas     | 131   |
| 3       | Marc Colomer         | Beta        | 119   |
| 4       | Ángel García         | Gas Gas     | 106   |
| 5       | Amós Bilbao          | Montesa     | 97    |
| 6       | Marcel Justribó      | Beta        | 75    |
| 7       | José Antonio Benítez | Beta        | 55    |
| 8       | Cèsar Panicot        | Gas Gas     | 51    |
| 9       | Gabriel Reyes        | Montesa     | 48    |
| 10      | Pep Ribera           | Gas Gas     | 46    |

## Categories inferiors
| Categoria    | Guanyador     | Motocicleta |
| ------------ | ------------- | ----------- |
| Sènior B     | Gabriel Reyes | Montesa     |
| Sènior C     | Jorge Arjones | Gas Gas     |
| Veterans A   | Carles Casas  | Gas Gas     |
| Júnior       | Jordi Estany  | Beta        |
| Cadets       | Marc Freixa   | Gas Gas     |
| "Autonomías" | Catalunya     | -           |